# Rodolfo Dapena Dapena
Rodolfo Dapena Dapena (Outomuro, 4 de maig de 1960) és un exfutbolista gallec, que ocupava la posició de defensa.

## Trajectòria
Provinent del CD Logroñés, a l'estiu de 1986 fitxa per l'Atlètic de Madrid, amb qui debuta a primera divisió. Eixe any, juga 25 partits amb els matalassers. La campanya posterior fitxa pel Celta de Vigo.
Hi roman tres temporades a l'equip de Balaídos, totes elles a la màxima categoria, en les quals hi seria titulars, sumant més del centenar de partits. L'estiu de 1990, el Celta perd la categoria, i el defensa marxa al Reial Betis, on disputa 19 partits i viu un nou descens. Amb els andalusos disputa la Segona Divisió l'any 91/92, en el qual jugaria 38 partits.
Posteriorment recala al CD Ourense, equip amb el qual alterna la Segona i la Segona Divisió B, tot sent una peça clau en la defensa orensana. Abans de retirar-se, també jugaria al Lalín.